# تروی بالدرسون
ویلیام تروی بالدرسون (زاده ۱۶ ژانویه 1962) یک سیاستمدار و تاجر آمریکایی است که از سال ۲۰۱۸ به عنوان نماینده ایالات متحده از ناحیه دوازدهم کنگره اوهایو خدمت می‌کند. او از سال ۲۰۱۱ تا انتخاب شدنش به کنگره به عنوان یک سناتور ایالت اوهایو به نمایندگی از ناحیه ۲۰ خدمت کرد. او عضو حزب جمهوری‌خواه بود و از سال ۲۰۰۹ تا ۲۰۱۱ عضو مجلس نمایندگان اوهایو بود.
بالدرسون که در جنوب شرقی اوهایو متولد و بزرگ شد، در سال ۱۹۸۰ از دبیرستان زنسویل فارغ‌التحصیل شد و در کالج ماسکینگوم و دانشگاه ایالتی اوهایو تحصیل کرد، اما فارغ‌التحصیل نشد. او در زنسویل زندگی می‌کند.